# Arthrosolaenomeris planaltensis
Arthrosolaenomeris planaltensis är en mångfotingart som beskrevs av Christoph D. Schubart 1960. Arthrosolaenomeris planaltensis ingår i släktet Arthrosolaenomeris och familjen Chelodesmidae. Inga underarter finns listade i Catalogue of Life.